# Pedro Martínez
Pedro Martínez Portero (født 26. april 1997 i Alzira, Spanien) er en professionel tennisspiller fra Spanien.